# Hiéroglyphe égyptien D12
Pour les articles homonymes, voir Pupille (homonymie).

Valeur fractionnaire des différentes parties de l'œil oudjat servant à noter une fraction d'heqat.

Le hiéroglyphe égyptien D12 (pupille) est classifiée dans la section D « Parties du corps humain » de la liste de Gardiner ; cet hiéroglyphe y est noté D12.

## Représentation
Il représente la pupille de l'œil oudjat.

## Utilisation
C'est un idéogramme de la valeur {\displaystyle {\frac {1}{4}}} dans la mesure heqat (soit environ 1,2 litre de céréales).
C'est un déterminatif des termes désignant la pupille et l'œil blessé d'Horus (œil oudjat).
Il ne doit pas être confondu avec : 
| N33B |

| N33B |

| N33 |

| N33 |

| N33C |

| N33C |

## Exemples de mots
| Sn · n | W · D40 | D12 |

| Sn · n | W · D40 | D12 |

| D · f | d · D12 |

| D · f | d · D12 |

| V22 · t | Y2 · D12 |

| V22 · t | Y2 · D12 |